# Vallehermoso, Filippinerna
Vallehermoso (Bayan ng Vallehermoso) är en kommun i Filippinerna. Kommunen ligger på ön Negros, och tillhör provinsen Negros Oriental. Folkmängden uppgår till 33 914 invånare.
Vallehermoso är indelat i 15 barangayer.